# فايدو للحلول
فايدو سولوشن أو فايدو للحلول (بالإنجليزية: Fido Solutions) مزود كندي لخدمة الهاتف الخلوي مملوك من قبل روجرز للإتصالات. كانت الشركة مملوكة من قبل مايكروسيل للاتصالات. لايزال فايدو كيان منفصل عن روجرز، على الرغم من أن الشركة الأم لفايدو روجرز للاتصالات تشغل أيضا علامة تجارية لاسلكية آخرى تدعى روجرز للخدمات اللاسلكية، فإنه لا تزال في معظمها منفصلة حيث أن فايدو تحتفظ بسلسلتها الخاصة من متاجر التجزئة ومراكز الاتصال وخدمة العملاء وخوادم الشبكة والمدير التنفيذي. كان فايدو الناقل الأول في كندا في إطلاق شبكة GSM القائم وأول مزود للخدمة اللاسلكية في أمريكا الشمالية بتقديم خدمة راديو الحزمة العامة (جي بي آر إس) (GPRS) على شبكته.

## روابط خارجية
- الموقع الرسمي